# Stéphanie Pfister
Pour les articles homonymes, voir Pfister.
Stéphanie Pfister, née le 23 mars 1982, est une artiste plasticienne vaudoise.

## Biographie

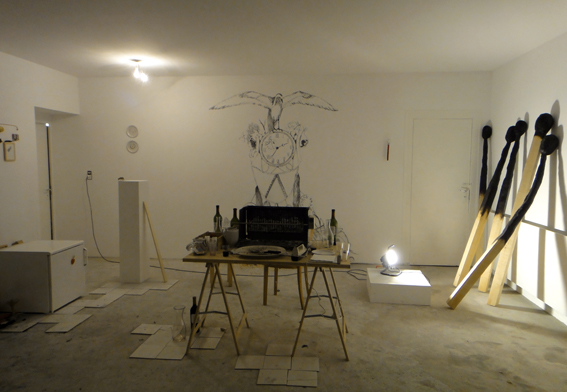
Stéphanie Pfister cuisine

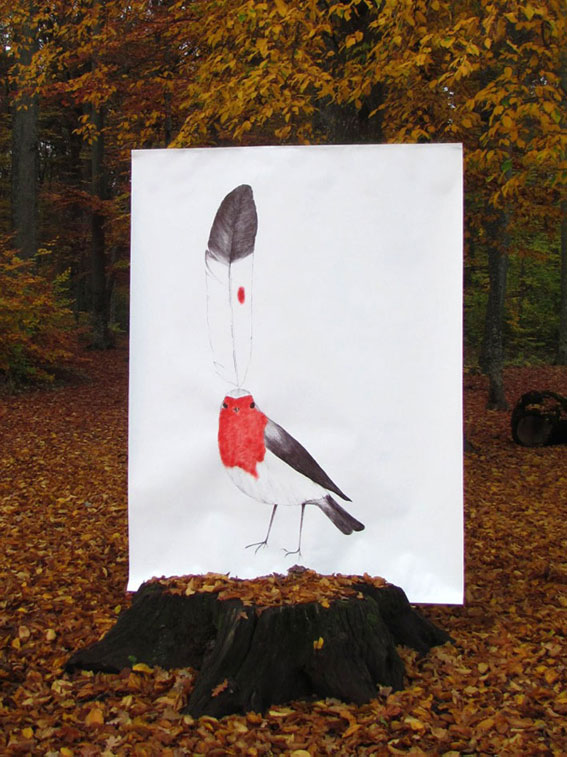
Rouge gorge

Artiste et éditrice de livres d’artistes, Stéphanie Pfister développe sa pratique principalement dans le domaine du dessin en réalisant des projets qu'elle décline très souvent sous forme de livre.  
En 2008 elle fonde les éditions Ripopée Jessica Vaucher, un collectif qui réalise des livres à tirages limités en collaboration avec beaucoup d'artistes (livres d’artistes, fanzines, multiples en papier et projets sonores). Elles organisent des expositions, des événements et participent à des salons régionaux et internationaux de livres d’artistes. 
Diplômée de la HEAD_Genève, elle y a été assistante dans les nouveaux médias puis y a enseigné le dessin en Art Visuel et accompagné des travaux d’étudiants. Elle réalise de nombreux projets collectifs, propose des workshops et continue à organiser des sessions de dessin en groupe avec dessin-nyon .

## Galerie

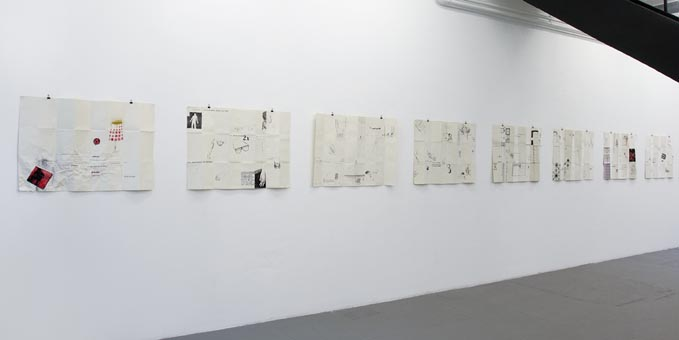
Stéphanie Pfister, Espace Kugler, Genève
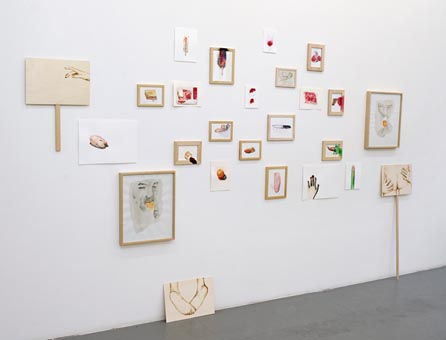
Plaisirs et catastrophes
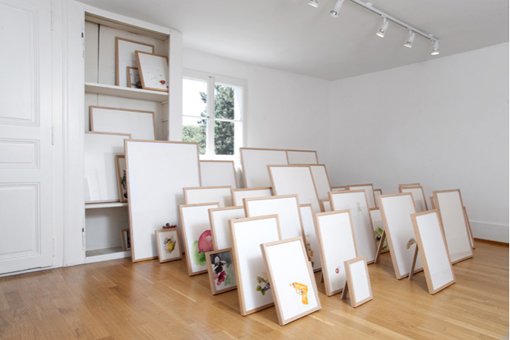
Stéphanie Pfister, villa Bernasconi, Genève
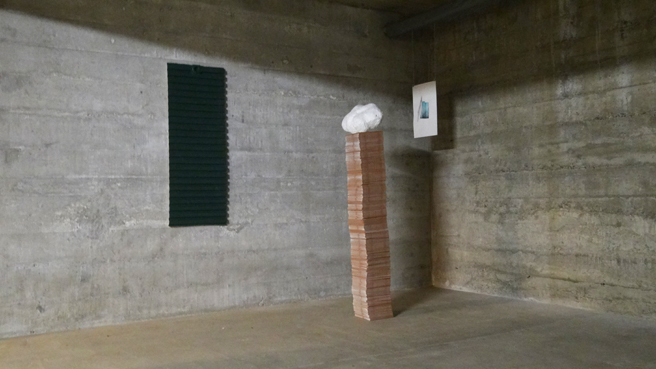
Stéphanie Pfister, Stargazer, Genève

## Sources
- « Stéphanie Pfister », sur la base de données des personnalités vaudoises sur la plateforme « Patrinum » de la Bibliothèque cantonale et universitaire de Lausanne.
- 24 Heures- La Côte, 2006/12/06, p. 28 et 2007/12/13, p. 29 avec photo (article mentionnant un autre prénom)
- Stéphanie Pfister sur viceversalitterature.ch